# Bodhisattva

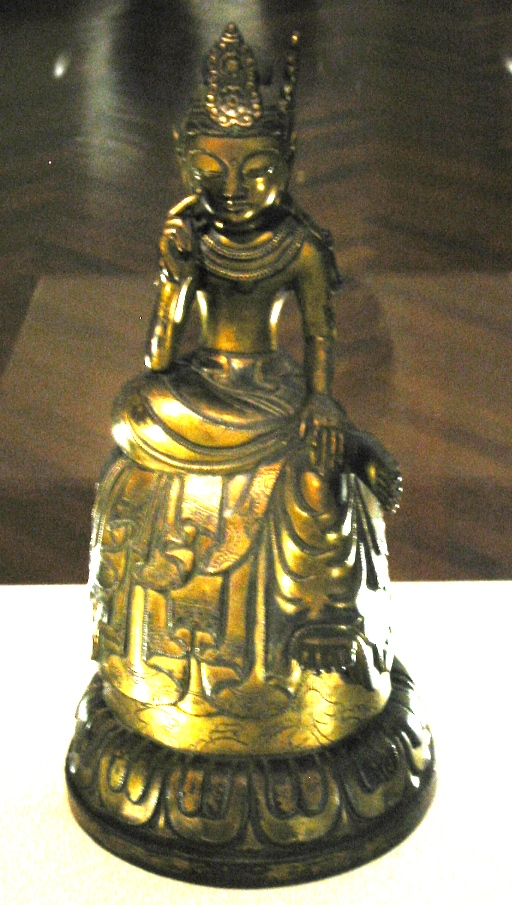
Darstellung eines sitzenden Bodhisattva (Japan, Asuka, 7. Jh.)

Bodhisattva (Sanskrit, m., बोधिसत्त्व bodhisattva; aus bodhi „Erleuchtung“ oder „Erwachen“ und sattva „das Seiende“, „Wesen“, Pali bodhisatta) bedeutet „Erleuchtungswesen“.
Im Mahayana-Buddhismus werden Bodhisattvas als nach höchster Erkenntnis strebende Wesen bezeichnet, die auf dem Wege der „Tugendvollkommenheit“ (Sanskrit paramita) die „Buddhaschaft“ anstreben bzw. in sich selbst realisieren, um sie zum Heil aller lebenden Wesen einzusetzen. Diese Ausgangsmotivation wird „Erleuchtungsgeist“ (bodhicitta) genannt. Praktizierende verschiedener Traditionen des Mahayana rezitieren Bodhisattva-Gelübde und bekunden damit ihren Willen, auch selbst diesen Weg zu gehen.
Kern der Bodhisattva-Philosophie ist der Gedanke, nicht nur selbst und allein für sich Erleuchtung zu erlangen und damit in das Nirwana einzugehen, sondern stattdessen zuvor allen anderen Wesenheiten zu helfen, sich ebenfalls aus dem endlosen Kreislauf der Reinkarnationen (Samsara) zu befreien.
Bodhisattvas sind in ihrer klassischen Darstellung typische Sambhogakaya („Freudenkörper“)-Formen.

## Die Acht Großen Bodhisattvas des Mahayana

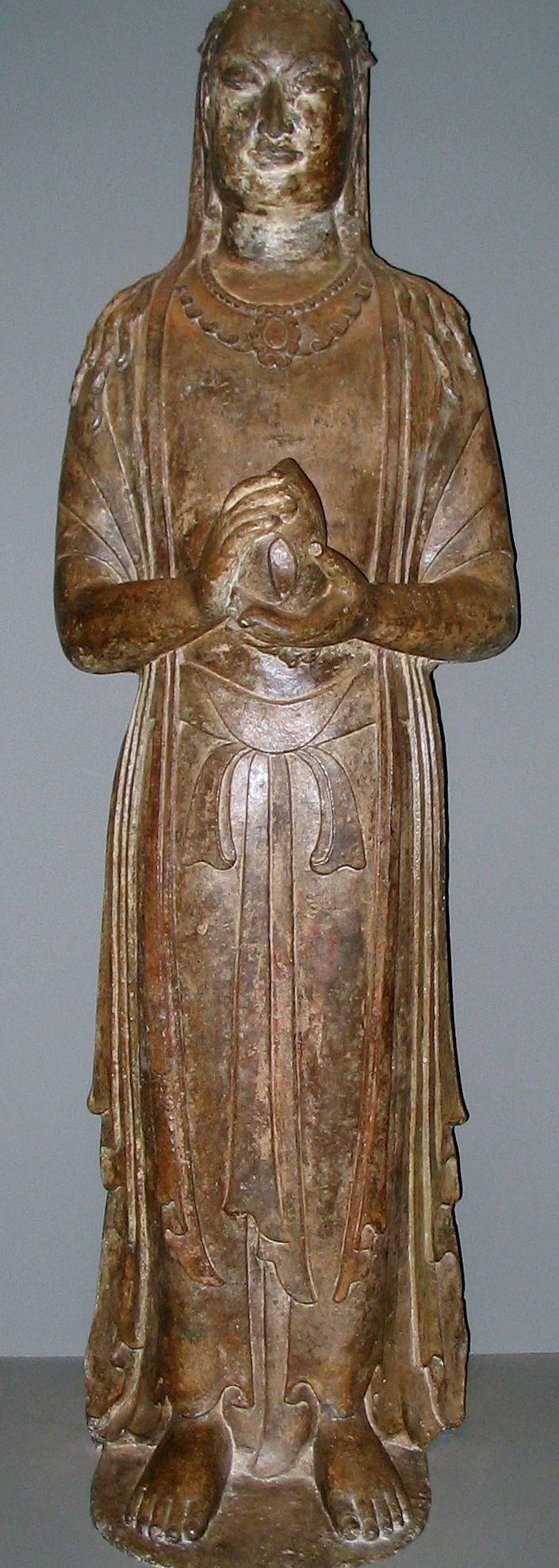
Statue eines Bodhisattva (China, Nördliche Qi, um 570 n. Chr.)

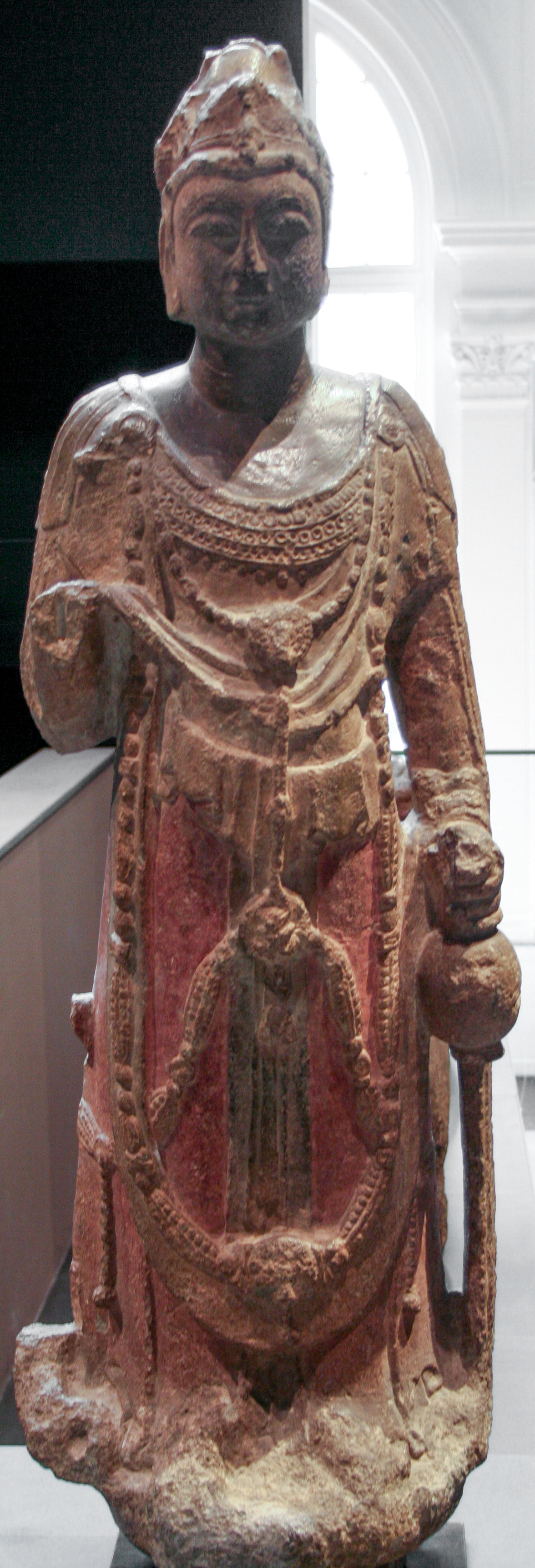
Avalokiteshvara-
Bodhisattva (Guanyin) der Sui-Dynastie

Im Mahayana-Buddhismus sind insbesondere die „Acht Großen Bodhisattvas“ von Bedeutung:
- Manjushri der „Bodhisattva der Weisheit“
- Vajrapani (Aus dem Sanskrit: Vajra-halter)
- Padmapani (Aus dem Sanskrit: Lotushalter)
- Maitreya (Aus dem Sanskrit, maitri – „universale Liebe“)
- Ksitigarbha (jap.: Jizō)
- Nirvaranaviskambin
- Akashagarbha
- Samantabhadra (Sanskrit: „Der All-Gute“)

Unterschieden wird zwischen irdischen und überirdischen Bodhisattvas. Irdische Bodhisattvas sind im Weltleben stehende Menschen, die von Güte (maitri) und Mitgefühl (karuna) getragen, ihre Verdienste zum Wohle aller mitfühlenden Wesen (Menschen, Tiere, körperlose Wesen) einsetzen. Überirdische Bodhisattvas sind transzendente Wesenheiten, die in gleicher Weise den Wesen beistehen und ihnen auf dem Pfad der Befreiung behilflich sind.
Die bekanntesten transzendenten Bodhisattvas sind:
- Avalokiteshvara (auch Lokeshvara, Guanyin, Kannon, Spyan Ras Gzigs/„Chenresi“)
- Manjushri (auch Wen Shu, Monju, Jampelyang)
- Maitreya (auch Metteyya, Mí Lè Fó, Byams-pa, Miroku).

Weitere Bodhisattvas sind neben anderen:
- Prajnaparamita, auch Haramitsu, Hannya Bosatsu, Dai Hannya, Shes-rab-pha-rol-phyin, Bilig-un Chinadu Kichaghar-a Kürük-sen
- Tara

## Bodhisattvas im Theravada
Die Lehre vom Bodhisattva ist auch im Theravada-Buddhismus, der ältesten und einzigen noch existierenden Schule des Hinayana, bekannt. Der Theravada lehrt jedoch neben dem Erreichen des Bodhi mit Hilfe eines Bodhisattva vor allem das Erlangen der „Erleuchtung“, des „Erwachens“, durch eigenes Bemühen. Dieses Ideal des Arhat, des „Heiligen“, der die Überwindung des Kreislaufs der Reinkarnationen (siehe auch Samsara) aus eigenem Bemühen anstrebt, wird vom Mahayana nicht als vollständige Befreiung verstanden. Die einzigen im Theravada bekannten Bodhisattvas sind der historische Buddha, Siddhartha Gautama, bevor er zum Buddha wurde, und der kommende Buddha Maitreya.

## Bodhisattvas im japanischen Buddhismus
Schon bald nach seiner Ankunft sah sich der Buddhismus in Japan der Notwendigkeit ausgesetzt, die einheimischen Gottheiten (kami) in seine Lehrtraditionen miteinzubeziehen. So entwickelte sich im Zeitraum vieler Jahrhunderte ein schillernder kami-buddhistischer Synkretismus (Shinbutsu-Shūgō), der die Kami unter anderem als manifeste Spuren von Buddhas und Bodhisattva deutete oder auch beide miteinander identifizierte. Auf diese Weise wurden die Vorstellungen japanischer Götter als auch des gesamten Shintō nachhaltig geprägt.

## Rezeption in der Anthroposophie
In die westliche Welt wurde der Begriff in Anlehnung an Helena Petrovna Blavatsky durch Rudolf Steiner gebracht. Er bezeichnete mit Bodhisattva große geistige Führer und Lehrer der Menschheit. Insgesamt gebe es 12 dieser Christus zugewandten, göttlich-geistigen Wesenheiten, von denen jeweils nur einer auf der Welt in Menschengestalt erscheine. Der Begriff blieb nur in anthroposophischen Kreisen bekannt, wo aber die sogenannte Bodhisattva-Frage immer wieder diskutiert wird: wer nämlich der derzeitige Bodhisattva sei.